# Zachaenus roseus
Zachaenus roseus е вид жаба от семейство Cycloramphidae.

## Разпространение
Този вид е разпространен в Чили.